# Teresa Benedita da Baviera
Teresa Benedita Maria da Baviera(em alemão: Therese Benedikta Maria von Wittelsbach) (Munique, 6 de dezembro de 1725 - Frankfurt, 29 de março de 1743), foi princesa da Baviera e Boêmia, filha do príncipe-eleitor Carlos Alberto da Baviera e da arquiduquesa Maria Amália da Áustria.

## Biografia
Teresa Benedita nasceu no Palácio Nymphenburg, em Munique, filha da arquiduquesa Maria Amália da Áustria e do príncipe-eleitor Carlos Alberto da Baviera (depois elevado a sacro-imperador Carlos VII). Teresa, como seus irmãos, recebeu uma educação excelente, principalmente no que diz respeito às artes (pintura, poesia e música).
Era a segunda filha dos seus pais, irmã mais velha de Maria Antónia da Baviera, que casou-se com seu primo Frederico Cristiano, Príncipe-Eleitor da Saxónia, do príncipe-eleitor Maximiliano III José da Baviera, casado com a princesa Maria Ana Sofia da Saxónia, da princesa Maria Ana Josefa da Baviera, casada com Luís Jorge, Marquês de Baden-Baden, e da princesa Maria Josefa da Baviera, casada com José II, Sacro Imperador Romano-Germânico.
Ela morreu o 29 de março de 1743, en Frankfurt, com a idade de apenas 17 anos de idade.

## Genealogia
| Teresa Benedita Maria Baviera | Pai: Carlos VII, Sacro Imperador Romano-Germânico | Avô paterno: Maximiliano II Emanuel, Príncipe-Eleitor da Baviera | Bisavô paterno: Fernando Maria, Príncipe-Eleitor da Baviera  |
| Teresa Benedita Maria Baviera | Pai: Carlos VII, Sacro Imperador Romano-Germânico | Avô paterno: Maximiliano II Emanuel, Príncipe-Eleitor da Baviera | Bisavó paterna: Henriqueta Adelaide de Saboia                |
| Teresa Benedita Maria Baviera | Pai: Carlos VII, Sacro Imperador Romano-Germânico | Avó paterna: Theresa Kunegunda Sobieska                          | Bisavô paterno: João III da Polónia                          |
| Teresa Benedita Maria Baviera | Pai: Carlos VII, Sacro Imperador Romano-Germânico | Avó paterna: Theresa Kunegunda Sobieska                          | Bisavó paterna: Marie Casimire Louise de La Grange d'Arquien |
| Teresa Benedita Maria Baviera | Mãe: Maria Amália da Áustria                      | Avô materno: José I, Sacro Imperador Romano-Germânico            | Bisavô materno: Leopoldo I, Sacro Imperador Romano-Germânico |
| Teresa Benedita Maria Baviera | Mãe: Maria Amália da Áustria                      | Avô materno: José I, Sacro Imperador Romano-Germânico            | Bisavó materna: Leonor Madalena de Neuburgo                  |
| Teresa Benedita Maria Baviera | Mãe: Maria Amália da Áustria                      | Avó materna: Guilhermina Amália de Brunsvique-Luneburgo          | Bisavô materno: João Frederico de Brunsvique-Luneburgo       |
| Teresa Benedita Maria Baviera | Mãe: Maria Amália da Áustria                      | Avó materna: Guilhermina Amália de Brunsvique-Luneburgo          | Bisavó materna: Benedita Henriqueta do Palatinado-Simmern    |